# Budaklı (Midyat)
Budaklı (kurdisch Kerşaf) ist ein Dorf im Landkreis Midyat der türkischen Provinz Mardin. Budaklı liegt etwa 69 km nordöstlich der Provinzhauptstadt Mardin und 7 km südlich von Midyat. Budaklı hatte laut der letzten Volkszählung 1.043 Einwohner (Stand Ende Dezember 2009).